# Распятие, или Гиперкубическое тело
«Распятие, или Гиперкубическое тело», также известна под названием «Corpus Hypercubus» — картина испанского художника Сальвадора Дали, написанная в 1954 году. Хранится в Музее Метрополитен в Нью-Йорке.

## Описание
Картина изображает распятого Иисуса Христа на развёртке гиперкуба (тессеракта). Внизу слева жена Дали Гала. На заднем плане залив Портлигат.

## История создания
«4 сентября, неожиданно удаётся написать грудь в Corpus hypercubus ещё лучше того, на что я надеялся. […] 
11 сентября, снова работаю над левым бедром. И оно ещё раз, подсохнув, выдаёт пятно. Нужно это пятно обработать картошкой и переписать […]. 
12 сентября, снова пишу жёлтую драпировку, она становится всё лучше. […] 
17 сентября, пишу драпировки и тени рук […]. 
20 сентября, занимаюсь сверхживописью куба с его левой тенью. Вечером пишу то, что набросал вчера, то есть повязку, прикрывающую чресла […]». 
Никогда ещё Дали столь педантично не летописал процесс своей работы над картиной.